# 팔로스 데 라 프론테라역
팔로스 데 라 프론테라 역(스페인어: Palos de la Frontera)은 마드리드 지하철 3호선의 역이다. 마드리드 아르간수엘라 구의 라스 델리시아스 거리와 바탈라 델 살라도 거리가 만나는 교차로 지하에 위치해 있다. 요금구역 상으로는 A구역에 속한다.

## 역사
1949년 3월 26일 델리시아스 역과 함께 영업에 들어갔다. 개통 당시 역명은 역이 위치한 거리명인 '팔로스 데 모게르'에서 따왔다. 이 이름은 사실 스페인 우엘바 주에 있는 도시인 '팔로스데라프론테라'를 잘못 쓴 것으로, 1979년 거리 이름을 정정하면서 역 이름도 1987년 '팔로스 데 라 프론테라'로 바꾸었다.
2006년 3호선 리모델링 공사를 거친 뒤 팔로스 데 라 프론테라 역은 출구 두 개, 엘리베이터 하나에 동쪽 끝에 대합실 하나를 둔 구조로 바뀌었다. 기존에 있던 서쪽 대합실은 화재 발생시 탈출 용도로만 사용되도록 접근을 제한하였다.

## 환승 정보
역 주변에 시내버스 정류장이 여섯 곳 있다.
버스
- 시내버스
  - 6, 8, 19, 27, 45, 47, 55, 59, 85, 86, 102, 247, E1번 노선 (주간)
  - N13, N14번 노선 (야간)

지하철
| 마드리드 지하철            | 마드리드 지하철       | 마드리드 지하철       |
| -------------------------- | --------------------- | --------------------- |
| 델리시아스 비야베르데 알토 | 마드리드 지하철 3호선 | 엠바하도레스 몽클로아 |